# Miriam Phoebe de Vos
Miriam Phoebe de Vos (1912-2005) fue una botánica sudafricana, que trabajó extensamente en el género Romulea.

## Algunas publicaciones
- 1940. A Cytological Study on South African Genera of the Aizoaceae and the Proteaceae. Editor University of Stellenbosch

### Libros
- miriam phoebe de Vos, Peter Goldblatt, Gerrit Germishuizen, Emsie Du Plessis. 1999. Ixieae (first Part): Ixiinae and Tritoniinae (Ixia, Dierama, Tritonia, Crocosmia, Duthiastrum, Chasmanthe, Devia and Sparaxis). Vol. 7, Partes 1-2 de Flora of Southern Africa. Editor Nat. Bot. Institute, 179 pp.
- --------------------------------, robert allen Dyer, l.e.w. Codd, peter Goldblatt, hedley brian Rycroft}}. 1983. Flora of southern Africa. Vol. 7, Parte 2. Editor Govt. Print. 90 pp.
- --------------------------------. 1983. Flora of Southern Africa which Deals with the Territories of South Africa, Ciskei, Transkei, Lesotho, Swaziland, Bophuthatswana, South West Africa/Namibia, Botswana and Venda: Iridaceae part 2 Ixioideae fascicle 2 Syringodea, Romulea. Vol. 7, Parte 2 de Flora of Southern Africa. Editor Bot. Res. Institute, 76 pp. ISBN 0-621-07939-1
- --------------------------------. 1972. The Genus Romulea in South Africa. Nº 9 de J. of South African botany. Editor National Botanic Gardens of South Africa, 307 pp. ISBN 0-620-00580-7
- --------------------------------. 1947. Cytological Studies in Genera of the Mesembryanthemeae. Vol. 25, N.º 1 de Annale van die Uniwersiteit van Stellenbosch. Editor Nasionale Pers, Beperk, 26 pp.

## Eponimia
Género
- (Iridaceae) Devia Goldblatt & J.C.Manning [2]